# Subasta japonesa
Una subasta japonesa es una forma de subasta.
La principal característica de una subasta japonesa es que los compradores (postores) deben pujar en cada uno de los niveles para permanecer activos en la subasta por el producto. Por ejemplo, si la puja inicial por un bien es 25€, todos los postores deben pujar por 25€. Si la siguiente puja son 30€, y un postor no puja con 30€, el postor no podrá seguir dentro de la subasta, incluso si desea pujar por más de 30€.
La subasta continúa hasta que sólo queda un comprador.
- Datos: Q6158371